# Politehnica din Lublin
Politehnica din Lublin (Politechnika Lubelska) este o universitate de inginerie din Lublin, Polonia. A fost înființată la 13 mai 1953 și are în prezent 11.000 de studenți. 

## Rectori
- prof. Stanisław Ziemecki (1953–1956)
- prof. Stanisław Podkowa (1956–1973)
- prof. Włodzimierz Sitko (1973–1981)
- prof. Jakub Mames (1981–1982)
- prof. Andrzej Weroński (1982–1984)
- prof. Włodzimierz Sitko (1984–1990)
- prof. Włodzimierz Krolopp (1990–1993)
- prof. Iwo Pollo (1993–1996)
- prof. Kazimierz Szabelski (1996–2002)
- prof. dr. hab. ing. Józef Kuczmaszewski (2002–2008)
- prof. dr. hab. Marek Opielak (2008–2012)
- prof. dr. hab. ing. Piotr Kacejko (2012 – prezent)